# Ugo Ruggero I di Pallars Sobirà
Ugo Ruggero I di Pallars Sobirà (in spagnolo Hugo Rogelio, in catalano Hug Roger, in francese Hugues Roger; 1320 circa – 1366 circa) Conte di Pallars Sobirà dal 1350 alla sua morte.

## Origine
Ugo Ruggero, secondo Sort y comarca Noguera-Pallaresa, era il figlio primogenito del barone di Mataplana e Conte di Pallars Sobirà, Raimondo Ruggero II e Sibilla di Berga, discendente dei visconti di Cardona.

Raimondo Ruggero II di Pallars Sobirà, ancora secondo Sort y comarca Noguera-Pallaresa, era il figlio secondogenito del barone di Mataplana, Ugo di Mataplana e della Contessa di Pallars Sobirà, Sibilla I, che sempre secondo Sort y comarca Noguera-Pallaresa, era la figlia del Conte di Pallars Sobirà, Arnaldo Ruggero I e di Lucrezia Lascaris, figlia del conte di Tenda, Guglielmo Pietro I di Ventimiglia e della principessa bizantina Eudossia Lascaris.

## Biografia
Suo padre, Raimondo Ruggero II, impegnato a sostenne sempre la casa reale in tutti i conflitti interni ed esterni, aveva associato Ugo Ruggero nel governo della contea.
Verso il 1350, suo padre, Raimondo Ruggero II, fece testamento, designando suo successore nella contea di Pallars Ugo Ruggero, il figlio primogenito, che dopo la sua morte gli succedette come Ugo Ruggero I, mentre la baronia di Mataplana andò al secondogenito, Raimondo.
Come il padre, Ugo Ruggero I fu sostenitore della casa reale e fu impegnato nella difesa del regno aragonese dagli attacchi castigliani condotti dal re Pietro I il Crudele, sia nel 1357 che nel 1363.
Ugo Ruggero I morì nel 1366 circa e gli succedette il figlio primogenito, Arnaldo Ruggero, come Arnaldo Ruggero III.

## Matrimonio e discendenza
Secondo Sort y comarca Noguera-Pallaresa, Ugo Ruggero I aveva sposato, Geralda de Cruïlles, figlia di don Onofrio de Cruïlles, ammiraglio d'Aragona.

Ugo Ruggero I, sempre secondo Sort y comarca Noguera-Pallaresa, da Geralda ebbe tre figli:
- Arnaldo Ruggero († 1369 circa), Conte di Pallars Sobirà[9];
- Ruggero Bernardo, morto in gioventù;
- Ugo Ruggero († 1416 circa), Conte di Pallars Sobirà[9].